# Grob G 120A
Die Grob G 120A ist ein zweisitziges, kunstflugtaugliches einmotoriges Flugzeug der Firma Grob Aircraft aus Mindelheim.

## Geschichte
Ende der 1980er Jahre beteiligte sich Grob mit der G 115T an einer Ausschreibung für ein leichtes Trainingsflugzeug zur Pilotenauswahl für die US-Luftwaffe. Diese Maschine flog im Juni 1992 zum ersten Mal und war mit einem Einziehfahrwerk und Sechszylinder-Einspritzmotor Lycoming AEIO-540 mit 191 kW und Vierblatt-Verstellpropeller ausgerüstet. Da Grob die Ausschreibung nicht gewann, ruhte das Projekt und wurde erst im Jahr 2000 als G 120A fortgeführt. Die deutsche Zulassung erfolgte im November 2001, Anfang 2002 die amerikanische Zulassung nach FAR 23. Erstkunde war Lufthansa Flight Training für das Airline Training Center Arizona in Goodyear.
Entwickelt wurde die G 120A als Trainingsflugzeug und wird unter anderem von der deutschen, israelischen und kanadischen Luftwaffe im Rahmen der Pilotengrundschulung betrieben. Auch die französische Luftwaffe setzt seit April 2007 das Flugzeug vom Stützpunkt Base Aérienne 709 Cognac-Châteaubernard aus für die Grundschulung ein.
Die deutsche Luftwaffe hat derzeit sechs Flugzeuge in Goodyear von der Lufthansa Flight Training gemietet, die von N861AF bis N867AF nummeriert sind. Das Kennzeichen N866AF trug eine Grob, die am 22. Mai 2002 abgestürzt ist, wobei der Pilot, angestellt beim Airline Training Center Arizona, ums Leben kam. Die beiden ersten Flugzeuge wurden damals auf dem Luftweg in die USA überführt, die restlichen Flugzeuge wurden verschifft.
Am 2. März 2020 musste eine der Maschinen, N864AF, auf dem Flugplatz in Goodyear mit eingezogenem Fahrwerk landen. Die beiden Besatzungsmitglieder blieben unverletzt, am Flugzeug entstand Sachschaden.

## Konstruktion
Die G 120A ist aus Faserverbundwerkstoff gefertigt. Rumpf und Tragflächen bestehen aus kohlenstofffaserverstärktem Kunststoff („Carbon“). Die Lebensdauer der Zelle wird vom Hersteller mit 15.000 Stunden angegeben. Die Sitze sind nebeneinander angeordnet. Das Flugzeug ist für Kunstflug sowie für Flüge unter VFR Tag/Nacht sowie IFR außerhalb von Vereisungsbedingungen zugelassen. Die aktuell ausgelieferte G 120A hat einen für Kunstflug zugelassenen Sechszylinder-Boxermotor Lycoming AEIO-540-D4D5 mit 8.865 cm³. Er leistet 194 kW (260 PS) bei 2700 min−1 auf Meereshöhe und treibt einen Dreiblatt-Constant-Speed-Propeller von Hartzell mit einem Durchmesser von 1,98 m an, der auf Drehzahlen zwischen 1800 und 2700 min−1 eingestellt werden kann.

## Grob G 120TP
Auf der ILA 2010 in Berlin stellte Grob die neue Version G 120TP vor. Diese ist mit einem Rolls-Royce M250-17BF Turboprop-Triebwerk, einem Glascockpit von Elbit Systems und als Option mit dem Schleudersitz Mk. 15B von Martin-Baker ausgestattet.
Die später zugelassene Serienversion der G 120TP wurde jedoch ohne Schleudersitze und mit einem Glascockpit des amerikanischen Zulieferers Genesys Aerosystems ausgestattet und ausgeliefert.

## Betreiber

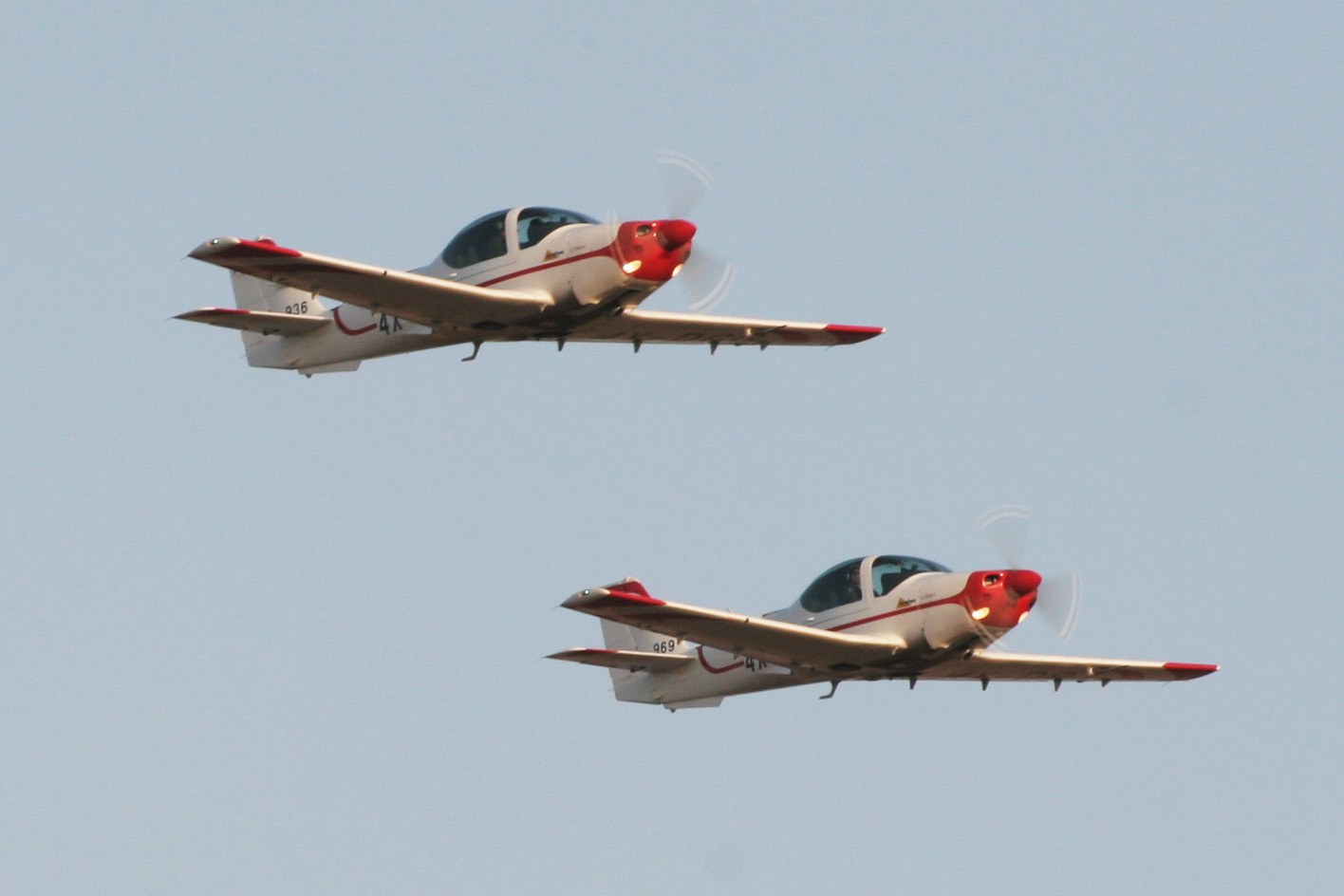
Zwei Grob G 120A der IAF-Flugakademie über Israel

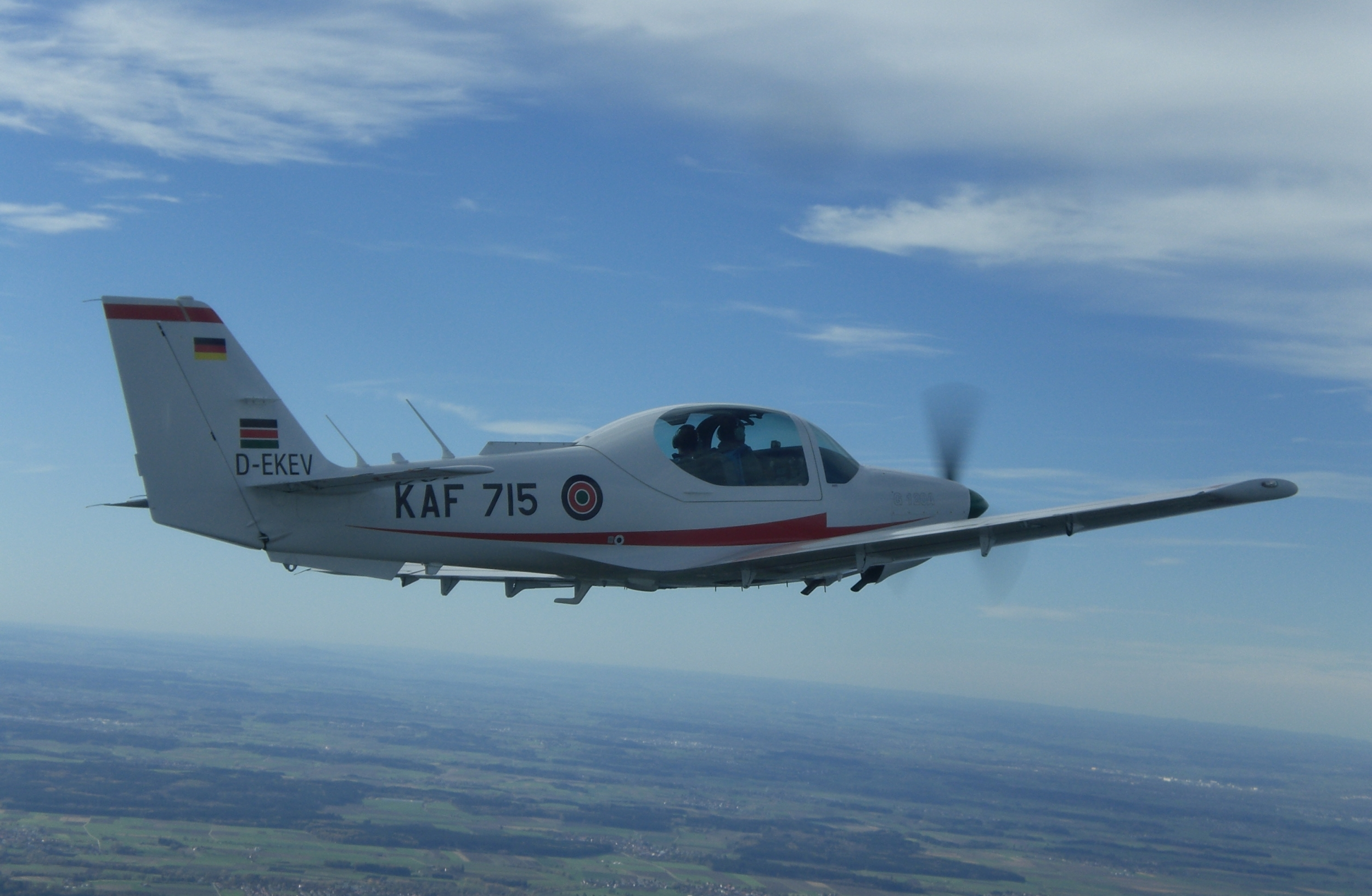
Eine von insgesamt 6 G 120A der kenianischen Luftwaffe

Deutschland
Luftwaffe: 6 Maschinen (Betrieben von Lufthansa ausschließlich für die Luftwaffe) in Goodyear
 Frankreich
Französische Luftstreitkräfte: 23 Exemplare stationiert in Cognac
 Israel
Israelische Luftstreitkräfte: 27 ab 2002 im Dienst der IAF-Flugakademie auf dem Militärflugplatz Chazerim
 Kanada
Royal Canadian Air Force: 23 CT-102A "Astra" im Dienst der 3 Canadian Forces Flying Training School (3. CFFTS)
 Kenia
Kenianische Luftstreitkräfte: 6 Maschinen wurden im November 2013 geliefert
 Vereinigte Staaten
United States Army: 6

## Technische Daten
| Kenngröße                             | G 120A                                                |
| ------------------------------------- | ----------------------------------------------------- |
| Länge                                 | 8,11 m                                                |
| Spannweite                            | 10,18 m                                               |
| Höhe                                  | 2,66 m                                                |
| Flügelfläche                          | 13,3 m²                                               |
| Flügelstreckung                       | 7,8                                                   |
| Nutzlast                              | 50 kg + 220 kg Crew + 182 kg Treibstoff               |
| Leermasse (BEW)                       | 1080 kg                                               |
| max. Startmasse                       | 1490 kg bei „Utility“-Einsatz, 1450 kg für Kunstflug  |
| Mindestgeschwindigkeit                | 58 KIAS (ca. 107 km/h) bei voll ausgefahrenen Klappen |
| Reisegeschwindigkeit bei 75 % Leistg. | 166 KTAS (ca. 307 km/h)                               |
| Höchstgeschwindigkeit                 | 235 KIAS (ca. 435 km/h)                               |
| Antrieb                               | ein Lycoming AEIO-540-D4D5                            |
| Leistung                              | 194 kW (260 PS)                                       |
| Verbrauch                             | 54–131 lbs/h (25–59 kg/h)                             |
| Tanks                                 | 2 × 208 lbs (ges: 416 lbs, 400 ausfliegbar)           |
| Lastvielfache                         | + 4,4/−1,76 (Utility); +6/−4 (Kunstflug)              |
| Dienstgipfelhöhe                      | 18.000 ft (ca. 5.500 m)                               |
| Reichweite                            | 635 NM (5000 ft, 75 % MCP)                            |